# Nova Hartz
Nova Hartz ist eine Gemeinde mit 21.317 (Schätzung 2018) Einwohnern im Bundesstaat Rio Grande do Sul im Süden Brasiliens. Sie liegt etwa 65 km nordöstlich von Porto Alegre. Benachbart sind die Orte Araricá, Igrejinha, Parobé, Santa Maria do Herval und Sapiranga. Ursprünglich war Nova Hartz Teil der Munizips Parobé und Sapiranga.

## Namensherkunft
Benannt ist der Ort nach dem Namen einer der dortigen ersten deutschen Ansiedler, der Familie Hartz, die die erste Schneise, die Picada Hartz, anlegten.